# 33004 Dianesipiera
33004 Dianesipiera è un asteroide della fascia principale. Scoperto nel 1997, presenta un'orbita caratterizzata da un semiasse maggiore pari a 3,1269539 UA e da un'eccentricità di 0,0626439, inclinata di 11,29024° rispetto all'eclittica.